# Hearst Castle
Pour les articles homonymes, voir Cuesta (homonymie) et Hearst.
 (juillet 2023).
Si vous disposez d'ouvrages ou d'articles de référence ou si vous connaissez des sites web de qualité traitant du thème abordé ici, merci de compléter l'article en donnant les références utiles à sa vérifiabilité et en les liant à la section « Notes et références ».
Hearst Castle était le domaine somptueux du magnat de la presse William Randolph Hearst, situé à San Simeon, dans le comté de San Luis Obispo, sur la côte centrale de Californie, entre Los Angeles et San Francisco.
Il fut construit entre 1919 et 1947 par l'architecte Julia Morgan pour Hearst et sa maîtresse, l'actrice Marion Davies. Le magnat milliardaire de la presse fut le modèle du personnage de Charles Foster Kane, incarné par Orson Welles dans son film Citizen Kane.
Le palais lui-même, évoqué dans le film sous le nom de Xanadu, rappelle la démesure des palais mythiques de l'Antiquité, transposés au cœur de la Californie.
Donné à l'État de Californie en 1957, c'est désormais également un National Historic Landmark (monument historique national). C'est aussi là que fut tourné GUY, le clip de Lady Gaga sorti fin mars 2014.

## Le palais d'une ville fantôme
Hearst Castle a été construit en pleine nature, autrefois terre de ranchos mexicains, au début du XXe siècle, sur une colline que Hearst appelait « son ranch à San Simeon ». À cette époque, où le développement de Los Angeles n'était pas encore planifié, Hearst tenta de susciter une grande ville à cet endroit qu'il supposait propice à cause de sa position entre Los Angeles et San Francisco (400 et 330 km), en créant les premières infrastructures.
La cuesta encantada (colline enchantée) devait en être le palais surmontant la ville. Finalement, seul le palais fut érigé, fruit du style de vie californien rendu possible par le prix modique des terres et le climat favorable.
L'un des vestiges de cette époque est un ponton sur la plage, qui servait à débarquer vedettes hollywoodiennes et personnalités (Charlie Chaplin, Cary Grant, Clark Gable, Gary Cooper, Charles Lindbergh, Joan Crawford, Winston Churchill) parvenant par l'océan des marinas de Los Angeles ; San Simeon n'est qu'un quartier d'hôtels de tourisme pour les visiteurs du « Château » de Hearst, érigé et édifié malgré tout, sans dominer la métropole dont il rêvait.

## Description
L'architecte Julia Morgan s'occupe de la construction entre 1919 et 1945 et conçoit un domaine de style méditerranéen devant abriter la vaste collection d'antiquités de Hearst. Le domaine est rebaptisé par lui en La Cuesta Encantada (La Colline enchantée).
Hearst Castle était presque une petite ville, avec 56 chambres à coucher, 61 salles de bains, 19 salons, 51 hectares de jardins, une cuisine centrale, une bibliothèque, des piscines intérieure et extérieure, des courts de tennis, une salle de cinéma, un terrain d'aviation, et le plus grand zoo privé du monde.
Les zèbres présents dans le parc du domaine sont les descendants de ceux qui peuplaient le zoo à la construction du château.
Les collections d'art, antiquités et éléments architecturaux sont principalement issus d'Europe, en particulier d'Espagne.
Trois cottages sont construits au pied du palais principal, la Casa Grande. La Casa del Mar, la Casa del Sol et la Casa del Monte sont ainsi nommés en fonction de la vue privilégiée qu'ils présentent. Ils servaient à héberger les hôtes et les invités. Ils sont dotés de chambres, de grands salons et de douches modernes, rares à l'époque. Les repas se prenaient dans la maison principale, aucun cottage n’étant équipé avec une cuisine.
On accède à la Casa Grande par une série d'escaliers qui débouchent sur une grande esplanade. Le palais est d'inspiration andalouse avec l'allure générale d'une église et ses deux clochers. Construit en béton armé pour résister aux tremblements de terre, il mesure environ 6 300 m2
La « piscine de Neptune », construite entre 1924 et 1936, peut contenir plus d'un million de litres d'eau. Elle mesure 32 m de long avec une profondeur variant de 1 à 3 m. Un temple dédié à Neptune est adjacent à la piscine. Une statue italienne de Neptune datant du XVIIe siècle est incorporée à la façade du temple ainsi que d'authentiques colonnes romaines.
La piscine intérieure d'inspiration romaine est construite avec plus d'un million de tuiles de verre de Murano. Elle mesure 25 m par 3 m de largeur et de profondeur
Des jardins avec plusieurs essences d'arbres complètent l'ensemble.

## Tourisme

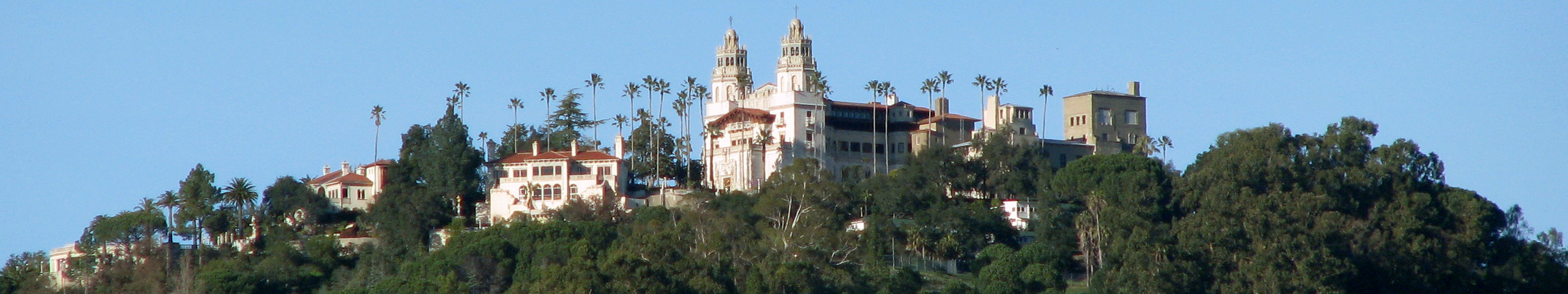
Vue panoramique du domaine du Hearst Castle.

À la mort de Hearst en 1951, le domaine demeure inhabité avant d'être cédé à l'État de la Californie qui gère conjointement avec la California State Parks Hearst Castle et le maintient ouvert pour des visites publiques.
En 2013, les billets sont vendus 25 à 36 dollars selon la saison.
Au début de l’année 2014, la chanteuse américaine Lady Gaga a obtenu l’autorisation de tourner le vidéoclip du titre GUY, troisième single extrait de son quatrième album Artpop, dans l’enceinte du château. La scène principale a été tournée aux abords de la piscine de Neptune.

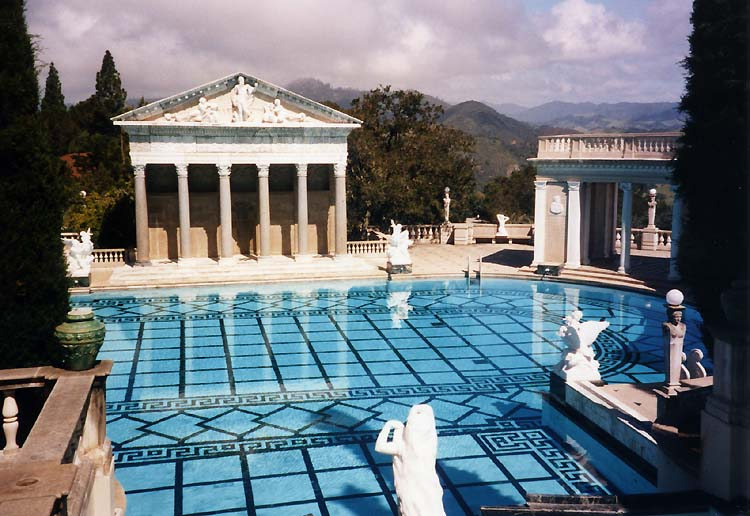
Piscine de Neptune, Hearst Castle.
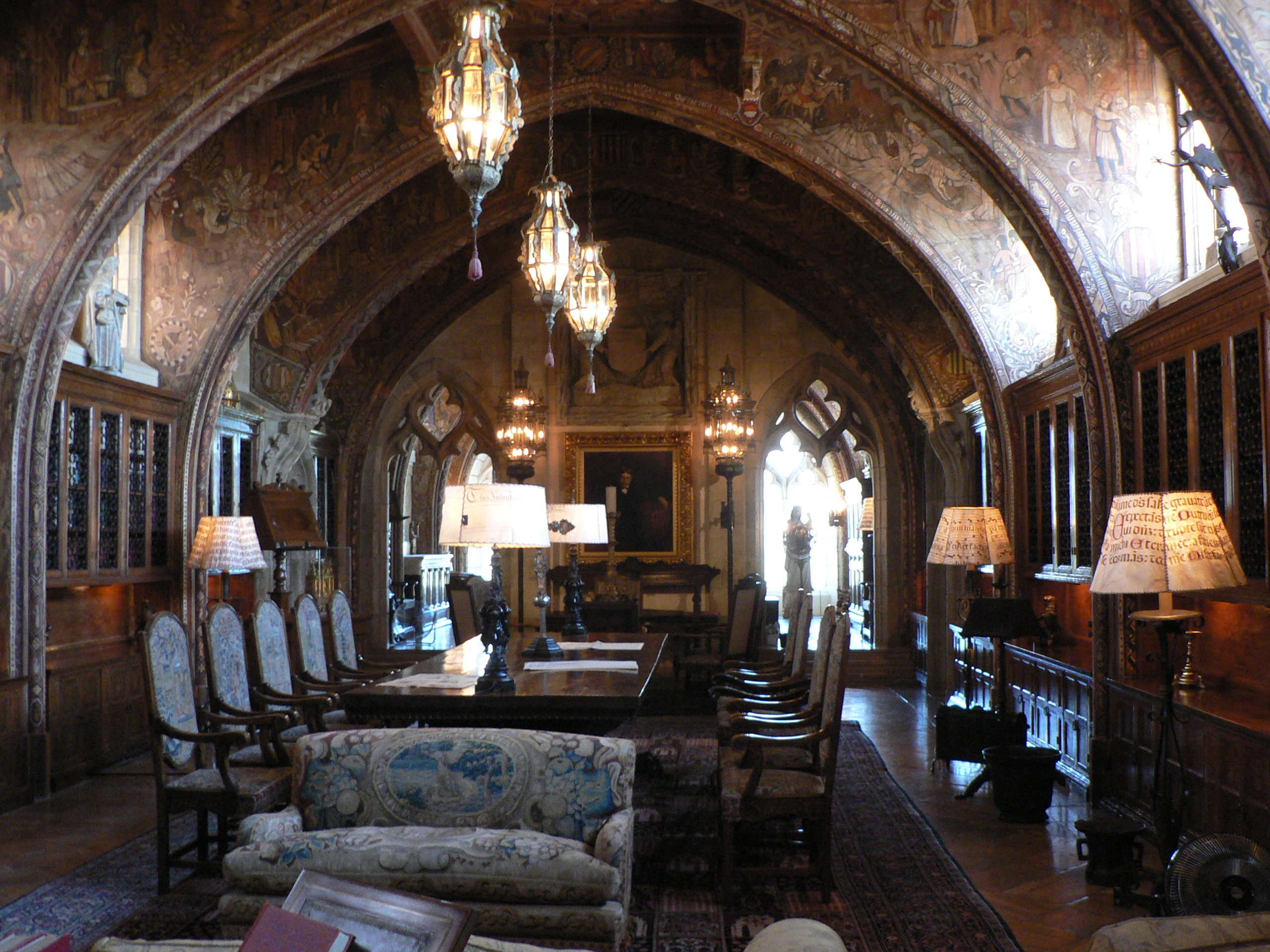
Le salon privé dans la Suite gothique.
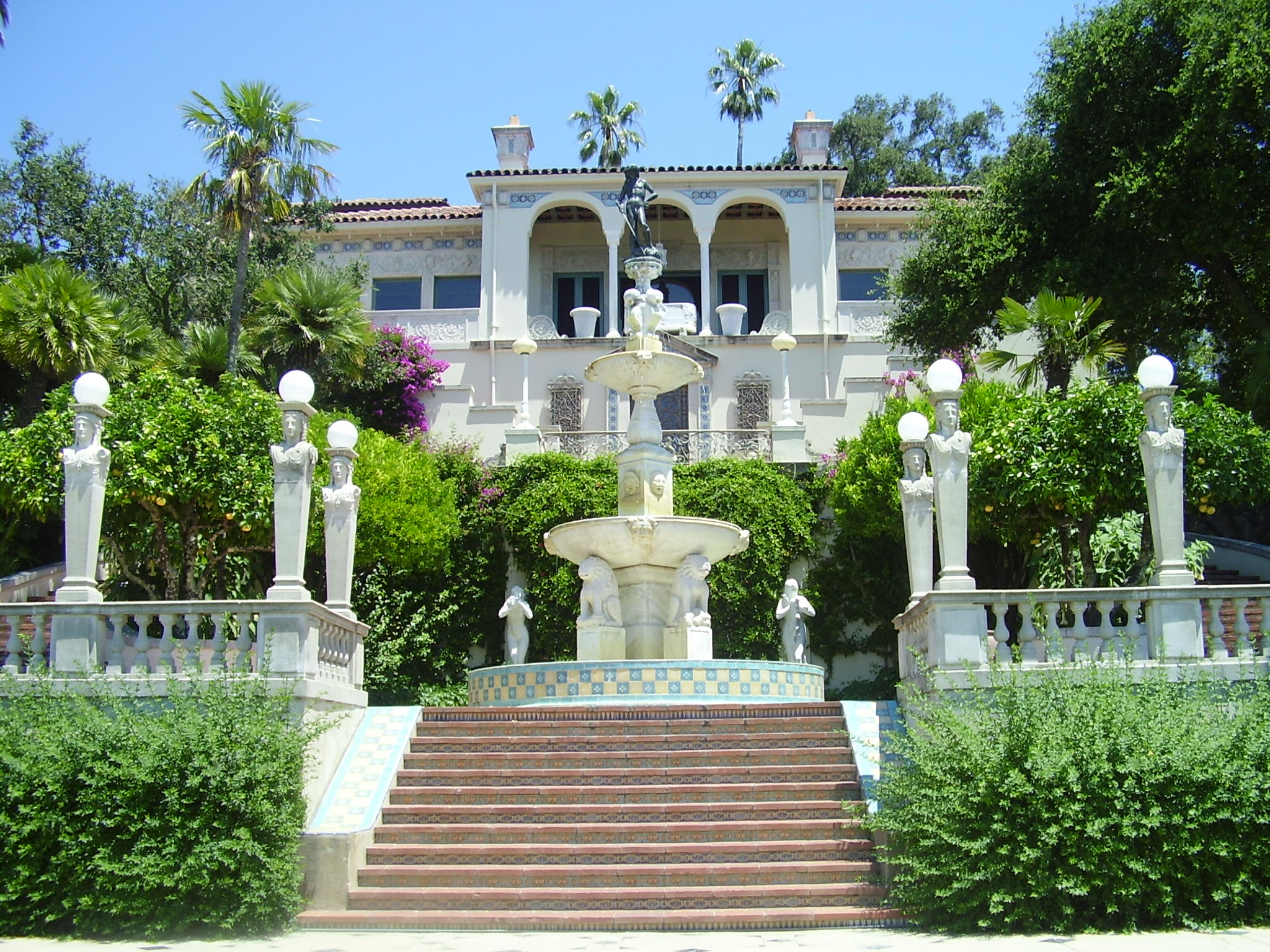
Le cottage Casa del Sol.
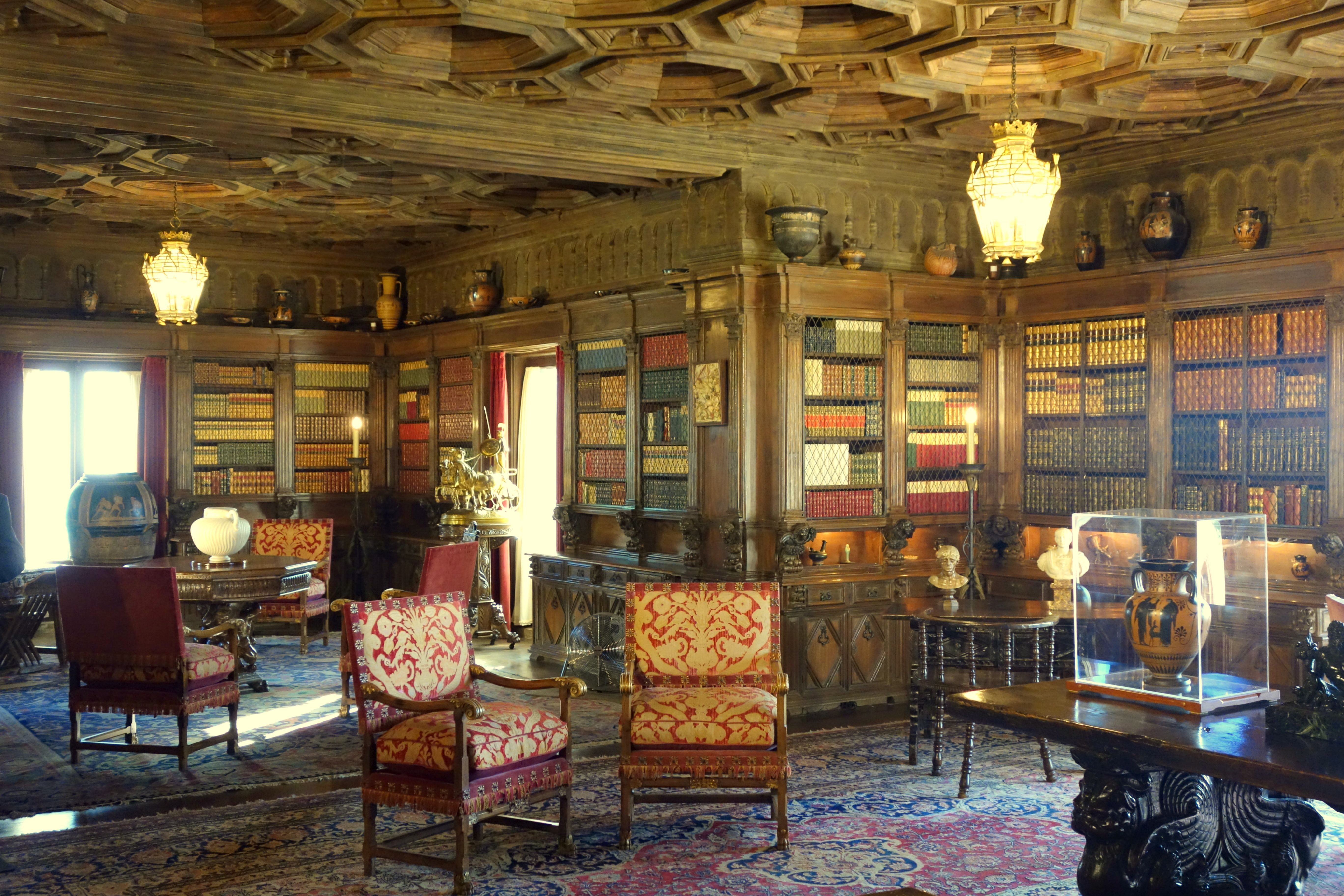
La bibliothèque.
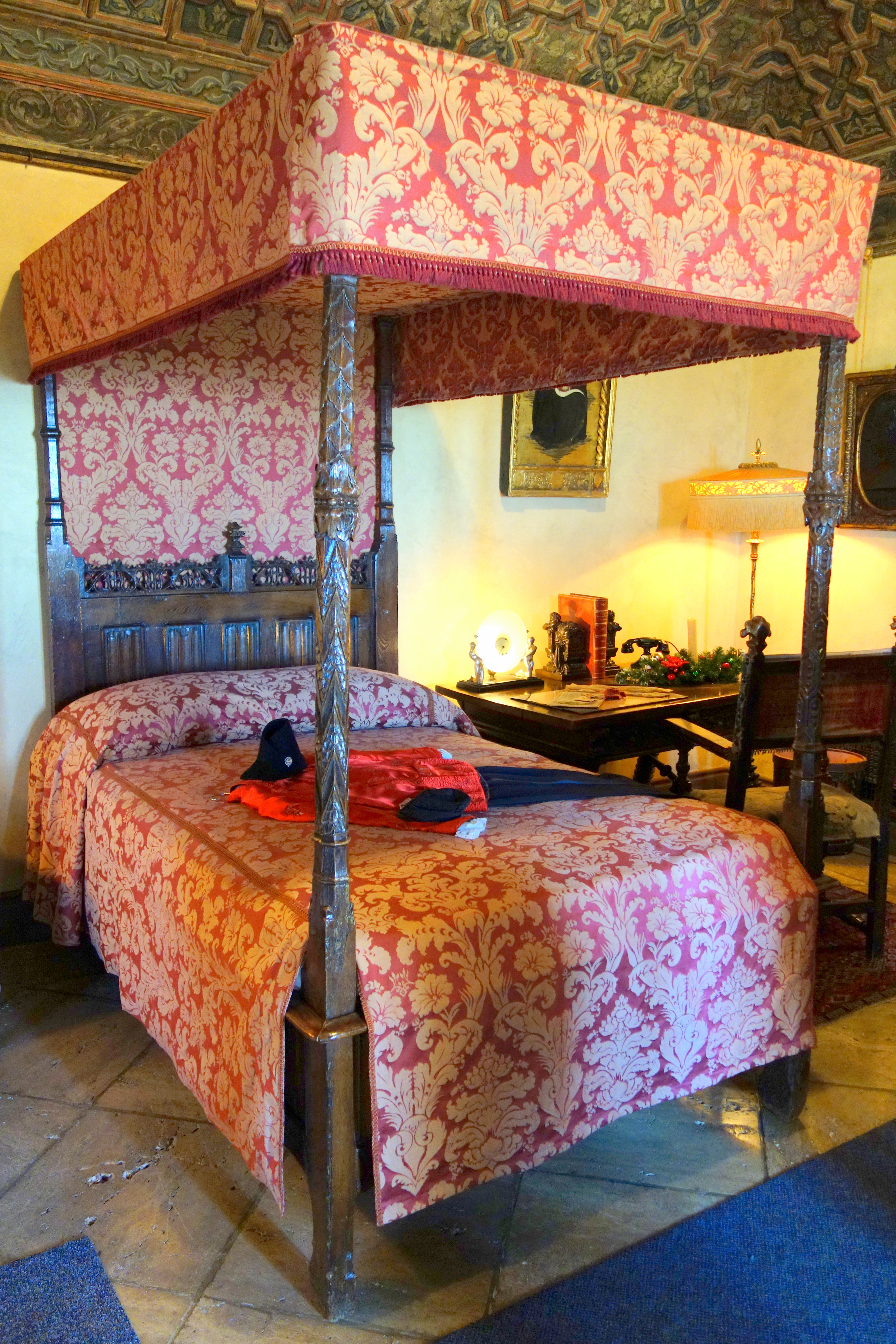
Chambre de Marion Davies.
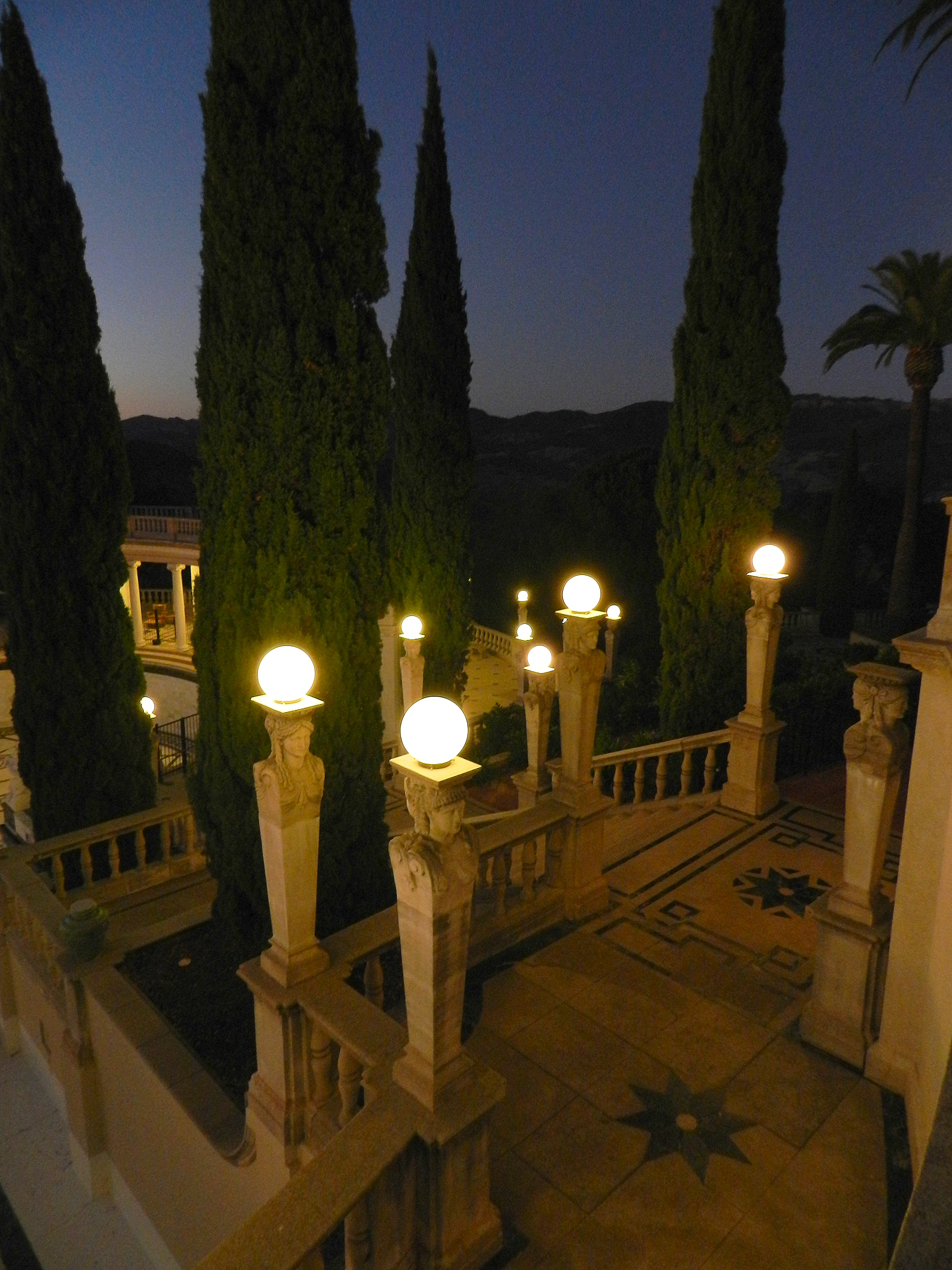
Escaliers menant à l'esplanade.